# Puchar Polski (województwo pomorskie) w piłce nożnej mężczyzn (2009/2010)
W sezonie 2009/2010 Puchar Polski na szczeblu regionalnym w województwie pomorskim uczestniczyło 16 drużyn (od 1/8 finału). Rozgrywki wyłoniły zdobywcę Regionalnego Pucharu Polski w województwie pomorskim i uczestnika na szczeblu centralnym Pucharu Polski w sezonie 2010/2011.
Zwyciężyła drużyna Kaszubia Kościerzyna. Wygrała w finale 2:1 z drużyną Orkan Rumia. Mecz finałowy odbył się 27 czerwca 2010 roku o godzinie 17:00 na stadionie w Rumi.

## Drużyny biorące udział w rozgrywkach
- Orlęta Reda
- Gryf Wejherowo
- Korona Żelistrzewo
- Gryf 95 Słupsk
- Czarni Czarne
- Kaszubia Kościerzyna
- Koral Dębnica
- Chojniczanka Chojnice
- Lechia Gdańsk (oldboje)
- Gryf 2009 Tczew
- Powiśle Dzierzgoń
- Olimpia Sztum
- Gryf Goręczyno
- Huragan Przodkowo
- Pomorze Potęgowo
- Orkan Rumia

## 1/8 finału
| Drużyna 1          | Wynik        | Drużyna 2             |
| 19 maja 2010       | 19 maja 2010 | 19 maja 2010          |
| ------------------ | ------------ | --------------------- |
| Powiśle Dzierzgoń  | 0:1          | Olimpia Sztum         |
| Orlęta Reda        | 1:2          | Gryf Wejherowo        |
| Korona Żelistrzewo | 1:8          | Gryf 95 Słupsk        |
| Czarni Czarne      | 1:5          | Kaszubia Kościerzyna  |
| Koral Dębnica      | 1:4          | Chojniczanka Chojnice |
| 20 maja 2010       |              |                       |
| Lechia Gdańsk      | 1:2          | Gryf 2009 Tczew       |
| 2 czerwca 2010     |              |                       |
| Gryf Goręczyno     | 1:5          | Huragan Przodkowo     |
| 9 czerwca 2010     |              |                       |
| Pomorze Potęgowo   | 1:1 (k. 4:5) | Orkan Rumia           |

## 1/4 finału
| Drużyna 1            | Wynik          | Drużyna 2             |
| 2 czerwca 2010       | 2 czerwca 2010 | 2 czerwca 2010        |
| -------------------- | -------------- | --------------------- |
| Gryf 2009 Tczew      | 0:0 (k. 10:9)  | Olimpia Sztum         |
| 9 czerwca 2010       |                |                       |
| Kaszubia Kościerzyna | 3:1            | Chojniczanka Chojnice |
| Huragan Przodkowo    | 1:2            | Gryf 95 Słupsk        |
| 16 czerwca 2010      |                |                       |
| Orkan Rumia          | 2:0            | Gryf Wejherowo        |

## 1/2 finału
| Drużyna 1       | Wynik           | Drużyna 2            |
| 23 czerwca 2010 | 23 czerwca 2010 | 23 czerwca 2010      |
| --------------- | --------------- | -------------------- |
| Orkan Rumia     | 7:2             | Gryf 95 Słupsk       |
| Gryf 2009 Tczew | 0:1 (pd.)       | Kaszubia Kościerzyna |

## Finał
| Drużyna 1       | Wynik           | Drużyna 2            |
| 27 czerwca 2010 | 27 czerwca 2010 | 27 czerwca 2010      |
| --------------- | --------------- | -------------------- |
| Orkan Rumia     | 1:2             | Kaszubia Kościerzyna |

## Źródła
90 minut